# TON Szkolna
TON Szkolna (Telewizyjny Ośrodek Nadawczy Szkolna) – wieża o wysokości 78 m, znajdująca się w Człuchowie, przy ul. Szkolnej. Obiekt wykorzystywany jest do emisji naziemnej telewizji cyfrowej przez spółkę EmiTel sp. z o.o. oraz operatora telefonii komórkowej Polkomtel.
20 maja 2013 roku została zakończona emisja programów telewizji analogowej. Tego samego dnia rozpoczęto nadawanie sygnału trzeciego multipleksu w ramach naziemnej telewizji cyfrowej.

## Parametry
- Wysokość posadowienia podpory anteny: 164 m n.p.m.[1]
- Wysokość zawieszenia systemów antenowych: TV: 78 m n.p.t.[1]

## Transmitowane programy

### Programy telewizyjne - cyfrowe
| Nazwa multipleksu | Częstotliwość (MHz) | Kanał | Moc (kW) | Polaryzacja | Charakterystyka promieniowania | Standard nadawania | Kompresja | Data uruchomienia nadajnika |
| ----------------- | ------------------- | ----- | -------- | ----------- | ------------------------------ | ------------------ | --------- | --------------------------- |
| MUX 3 (Gdańsk)    | 482 MHz             | 22    | 20 kW    | pozioma (H) | dookólna (ND)                  | DVB-T              | MPEG-4    | 20 maja 2013                |
| MUX 8             | 198,5 MHz           | 8     | 2 kW     | pozioma (H) | kierunkowa (D)                 | DVB-T              | MPEG-4    | 28 czerwca 2017             |

## Nienadawane analogowe programy telewizyjne
Programy telewizji analogowej wyłączone 20 maja 2013 roku.
| LP | Program             | Właściciel                              | Częstotliwość | Kanał | Moc nadajnika | Polaryzacja |
| -- | ------------------- | --------------------------------------- | ------------- | ----- | ------------- | ----------- |
| 1  | TVP Info/TVP Gdańsk | Telewizja Polska S.A. oddział w Gdańsku | 615,25 MHz    | 39    | 30 kW         | pozioma     |